# 痛みの基準はハナゲ

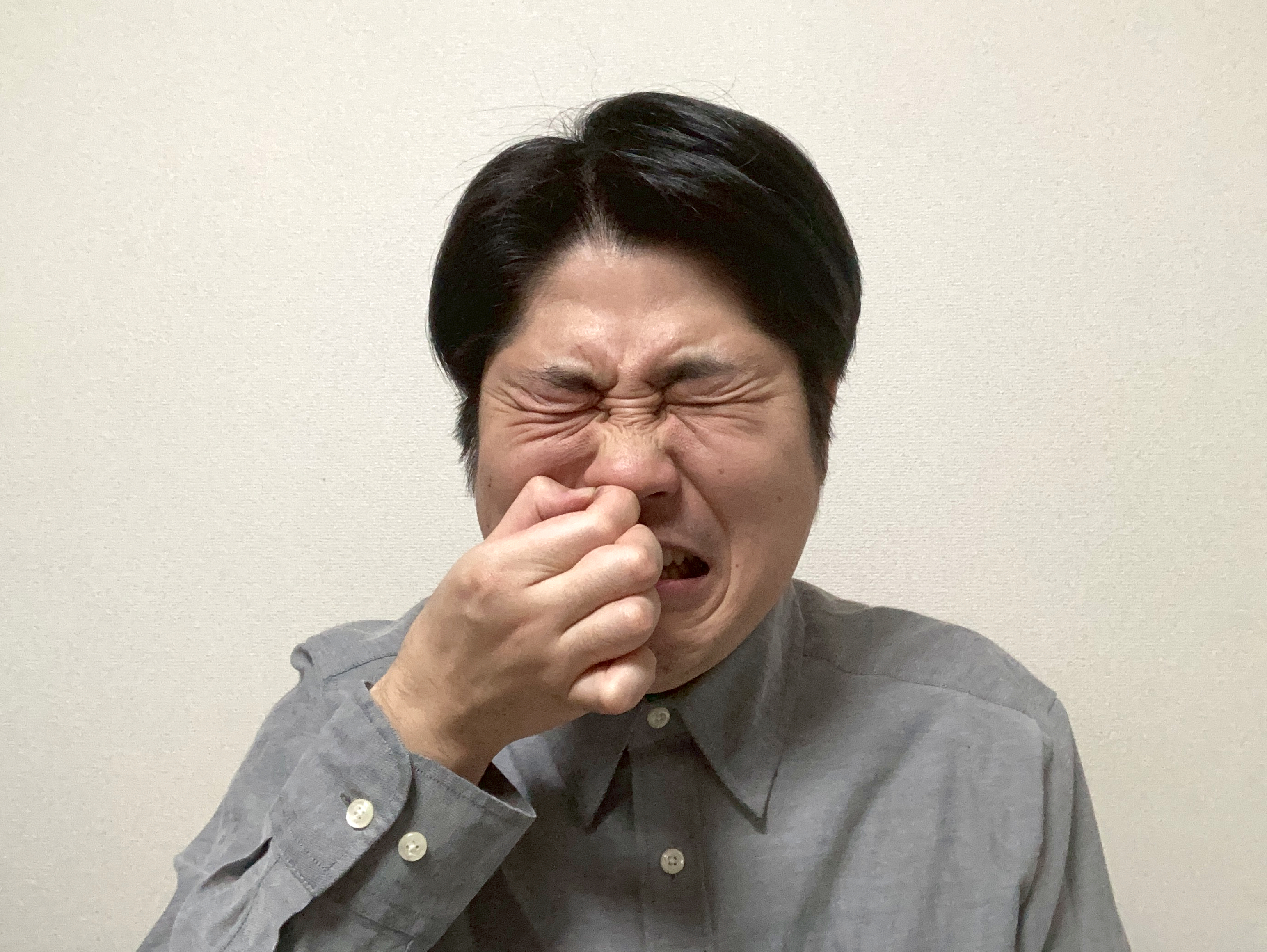
鼻毛を抜いて痛がる男性

痛みの基準はハナゲ（いたみのきじゅんはハナゲ）とは、1998年から1999年頃にかけて、主にチェーンメールによって流布したジョーク。しかし、一部ではそれを真実と思い込む者がいたため、都市伝説とされることもある。

## ジョークの内容
国際標準化機構 (ISO) によって、人間の痛みの感じ方についての統一単位「ハナゲ」(hanage) が制定され、「長さ1センチの鼻毛を鉛直方向に1ニュートンの力で引っ張り、抜いたときに感じる痛み」が「1ハナゲ」と定義された、とするものである。鼻毛を抜いた時の痛みには性差や個人差はないことが発見されたため、ハナゲが痛みの単位に選ばれたとされる。
スイスのダヴォス・プラッツで開催された世界知覚認識学会で認定されたというものもある。

## 広まり
このジョークには「元ネタ」がある。「やゆよ記念財団」という、ネタとしての嘘ニュースを執筆し公開していたwebサイト（2021年ごろ消失）において、1995年に発表された作品がそれである。さらに、同サイトを運営しているやゆよがこのネタを初めて発表したのは、1990年代前半のパソコン通信「ニフティサーブ」のコメディフォーラムの「嘘情報」会議室にまでさかのぼる。
1998年秋、このネタはインターネットでチェーンメール化し、拡散し始めた。千葉県内の大学研究室のホームページに架空の研究報告を載せたことが発端であったとされる。ジョークが広まるに連れて「『日本経済新聞』の（1998年）11月16日付朝刊に掲載された」といった具体的な「ニュースソース」が付加された。外国通信社のニュースページを騙る偽ニュースサイトに、同内容の記事が1998年11月4日のワシントン発の外電で配信されたかのように掲載されたこともあった。
「ハナゲ」の提唱者としては2パターンがあり、それぞれ北海道大学医学部教授と室蘭市立医科大学教授（もしくは助教授）とされる具体的な人名が挙げられていたが、北海道大学によると該当の教授は実在しないとのことである（1999年当時）。なお「室蘭市立医科大学」という大学は実在しない。
ネタはその後、インターネット外でも広がり続けた。女優の室井滋は知人からこの話を聞き半信半疑であったが、実際に他の女優と鼻毛を抜き合ってみたところ明らかに痛みの感じ方に差があったため嘘だと気付いた、という体験談を発表している。また、BSフジが2000年12月から放送していた番組「宝島の地図」ではこのチェーンメールをもとに、「悪さ」「はかなさ」などの単位を作る「新しい単位」というコーナーが設けられた。後に出版された書籍版は「めざましテレビ」などで紹介されその後、書籍版の第2弾とDVD版も発売された。書籍版はシリーズ累計で40万部を超えるベストセラーとなった。
鼻毛に関する「研究報告」が報道された例はその後もあり、2013年4月1日には東京新聞が「日光薬科大のチームが花粉症対策として鼻毛の育毛剤を開発した」というエイプリルフール記事を掲載した。この日光薬科大も室蘭市立医科大学と同様、実在しない大学である。

## 実態
英語版ウィキペディアの「pain scale（痛さの等級）」の記事によると、痛覚の等級化には言葉によるもの (MPQ)・感覚的な目盛りによるもの（VAS、FRSなど）・特殊な器具によるもの (PainVision、Dolorimeter) など様々な手段が開発されている。しかし「ハナゲ」は学会で認められていない架空の単位である。
2007年になると、ニプロが電気刺激を利用して人間の痛みの最小限値を測定し、そこから痛みの感覚を数値で測定する機器「PainVision」を発売した。